# Cantonul Tallano-Scopamène
Cantonul Tallano-Scopamène este un canton din arondismentul Sartène, departamentul Corse-du-Sud, regiunea Corsica, Franța.

## Comune
| Comune                  | Populație (1999) | Cod poștal | Cod INSEE |
| ----------------------- | ---------------- | ---------- | --------- |
| Altagène                | 48               | 20112      | 2A011     |
| Aullène                 | 184              | 20116      | 2A024     |
| Cargiaca                | 55               | 20164      | 2A066     |
| Loreto-di-Tallano       | 50               | 20165      | 2A146     |
| Mela                    | 31               | 20112      | 2A158     |
| Olmiccia                | 112              | 20112      | 2A191     |
| Quenza                  | 206              | 20122      | 2A254     |
| Serra-di-Scopamène      | 104              | 20127      | 2A278     |
| Sorbollano              | 64               | 20152      | 2A285     |
| Sainte-Lucie-de-Tallano | 446              | 20112      | 2A308     |
| Zérubia                 | 31               | 20116      | 2A357     |
| Zoza                    | 51               | 20112      | 2A363     |